# 伍雅儀
伍雅儀（Ng Nga Yee Grace, 1936年—1954年5月15日），原名「伍小萍」，籍貫廣東省台山縣，活躍於1950年代中期的香港粵語片女明星。
1954年5月15日因外科手術施行不當，引致內出血過多死於九龍城聯合道70號，無牌醫生羅軻的診所內，享齡18歲。死時身上除了一對乳罩外，下身赤裸。四川省無牌醫生羅軻被控謀殺，其長女羅健蓮亦被控，辯方律師為香港第一位華人檢控官余叔韶大律師。最後，高等法院頒下判詞，在並非毫無合理疑點下，未能証明羅軻施行非法墮胎引致他人死亡。羅軻及羅健蓮當庭無罪釋放。
伍雅儀於1954年5月18日上午11時15分出殯，遺體埋葬在新界和合石墳場，由香港電影界的朋友捐款港幣400元購買雜木棺材，墓碑刻著：「愛妻伍雅儀之墓，一九五四年五月十八日，李紀元立石。」。

## 家庭[1]
- 外祖父在美國匯款接濟。
- 父親在第二次世界大戰時，曾當日本皇軍的偽縣長，戰後逃避到美國做生意。
- 母親黃清萍在中華民國時代的江門「稅捐處」職員；1949年開始在九龍仔開設「星星洗衣館」；1951年搬遷至界限街及彌敦道，此時伍雅儀在「東方中學」唸書，14歲的伍雅儀曾參加演講比賽奪冠；初中畢業後，考進「香江中學」，曾在話劇《雷雨》中擔任女主角四鳳。
- 胞妹伍玉儀（1937年 -）在「培新英文書院」唸第四班。
- 1953年8月 搬遷至九龍旺角奶路臣街27號三樓。與母親黃清萍及胞妹伍玉儀住在尾房，三人共睡一床，生活窘困。1953年7月，伍雅儀被她的音樂教師李紀元推薦投考「中聯」當特約演員，每齣電影片酬為港幣300元，半工讀。
- 1954年初黃清萍發現女兒越來越瘦弱，經常悶悶不樂，而且不拍戲的時候也經常不去學校。五月中旬，黃清萍得知伍雅儀與男友李紀元發生過關係，已經身懷有孕。之後伍雅儀經黃清萍的同宗表弟黃煜芳介紹進行流產手術。

## 主演電影
- 1953年12月：《春》（粵語），銀幕處女作，飾演周芸；
- 1954年2月：《秋》（粵語），飾演周芸；
- 1954年7月：《大地》（粵語），最後遺作，她於此齣電影的煞科翌日，因墮胎失血過多致死。飾演王龍媳婦。
- 1954年11月：《斷腸紅》（粵語），改編自影星伍雅儀墮胎慘死一事，由1947年第二屆香港小姐冠軍吳丹鳳飾演的陸綺紅影射伍雅儀的角式。

## 外部連結
- 香港電影資料館：伍雅儀參演電影的記錄[永久]
- 香港影庫：伍雅儀 （页面存档备份，存于）